# Ocellularia bicuspidata
Ocellularia bicuspidata är en lavart som först beskrevs av Johannes Müller Argoviensis och som fick sitt nu gällande namn av Armin Mangold, John Alan Elix och Helge Thorsten Lumbsch. 
Ocellularia bicuspidata ingår i släktet Ocellularia och familjen Graphidaceae. Inga underarter finns listade i Catalogue of Life.